# 地平線でダンス
『地平線でダンス』（ちへいせんでダンス）は、柏木ハルコによる日本の漫画。『ビッグコミックスピリッツ』（小学館）にて、2007年6・7合併号から2008年36・37合併号まで連載された。単行本は全5巻（小学館）。

## ストーリー
2016年、タイムマシンの実験で、なぜか意識だけが3年後にタイムスリップしてしまった研究者の琴理。そこで目にしたのは、「琴理を殺してしまった」と思い込み、絶望したパートナー竜ヶ崎の姿だった。琴理は竜ヶ崎を励まし、研究および真理追究のため奔走する。試行錯誤をするうちに、琴理の意識はモルモットに、さらにその後、2021年1月の実験（転送先時間2022年7月）で犬に乗り移った。それでも竜ヶ崎を励まそうと全力でことにあたったが、竜ヶ崎はそんな琴理の意識がある犬を保健所に売り飛ばしてしまう。

## 登場人物
春日琴理（かすが ことり）
1984年生? 本作のヒロイン。日本素粒子加速研究所で働くうち、竜ヶ崎邦衛の時空転移の研究心に火をつけた。龍ヶ崎に対しては、当初からあからさまな好意を示していたが、相手にされていなかった。事故でワームホールに呑まれて3年後の未来世界に行った。事故の際に肉体は焼失し、精神のみの存在になっており、以後モルモットや犬などのタイムトラベルの被検体の動物に憑依する。キュリー夫人のような歴史に名を残す女性の学者を目指していた。竜ヶ崎が立ち直って再び研究を始め、自分が元に戻ることを考えていた。
竜ヶ崎邦衛（りゅうがさき くにえ）
1980年生? 日本素粒子加速器研究所の時空通過プロジェクトの代表。事故の責任を取らされて異動の後、退職する。実験における事故で琴理を失ったことがトラウマになっている。幼少時から成績優秀で、要領のいい「ウサギ」を自認していたが、コツコツ努力する琴理のような「カメ」タイプにコンプレックスも感じていた。琴理の事故のあとは、自暴自棄になりコンビニのバイトやインスタント焼きそばの湯きりすら満足にできない不器用さを見せる。
ワームホール内に琴理と同様の過程で、意識だけの存在になった平行宇宙の竜ヶ崎がいる。彼は琴理に平行宇宙に存在する様々な生き様の竜ヶ崎や琴理の姿を見せる。
野宮ナナ（のみや ナナ）
ナナ整体院の整体師。マッサージにより竜ヶ崎の不眠を改善する。感情がやや欠落しているようにも見え、人間を嫌っている。邪魔になった金魚をトイレに流すなど、酷薄な面がある。モルモットになった琴理の懸命な姿に惹かれるも、ペットモデル事務所に売り飛ばし、以降も彼女を翻弄し続ける。消息を絶った琴理を追うためにタイムマシンを乗っ取るも、今度は琴理の意識が入り込んでしまう。
岩越宙太（いわこし）
東北大学大学院出身。日本素粒子加速器研究所で働く。春日や竜ヶ崎の後輩で、事故に立ち会った。その後研究所で日本初のタイムトラベルを成功させる。
ユルゲン・ウドルフ
1982年生? ノーベル物理学賞を受賞したドイツ人研究者。2019年のユルゲンらの転送実験の結果、琴理がモルモットに乗り移る。